# Doreen Vennekamp
Doreen Vennekamp (Gelnhausen, 5 de abril de 1995) es una deportista alemana que compite en tiro, en la modalidad de pistola.
Ganó cuatro medallas en el Campeonato Mundial de Tiro entre los años 2018 y 2023, y tres medallas en el Campeonato Europeo de Tiro, en los años 2022 y 2024. En los Juegos Europeos consiguió dos medallas, oro en Minsk 2019 en pistola 25 m mixto, y bronce en Cracovia 2023, en pistola 25 m.
Participó en los Juegos Olímpicos de Tokio 2020, ocupando el séptimo lugar en la prueba pistola 25 m.

## Palmarés internacional
| Campeonato Mundial | Campeonato Mundial       | Campeonato Mundial | Campeonato Mundial          |
| Año                | Lugar                    | Medalla            | Prueba                      |
| ------------------ | ------------------------ | ------------------ | --------------------------- |
| 2018               | Changwon (Corea del Sur) | Medalla de bronce  | Pistola 25 m                |
| 2022               | El Cairo (Egipto)        | Medalla de oro     | Pistola estándar 25 m mixto |
| 2022               | El Cairo (Egipto)        | Medalla de bronce  | Pistola 25 m                |
| 2023               | Bakú (Azerbaiyán)        | Medalla de oro     | Pistola 25 m                |
| Juegos Europeos    |                          |                    |                             |
| Año                | Lugar                    | Medalla            | Prueba                      |
| 2019               | Minsk (Bielorrusia)      | Medalla de oro     | Pistola 25 m mixto          |
| 2023               | Breslavia (Polonia)      | Medalla de bronce  | Pistola 25 m                |
| Campeonato Europeo |                          |                    |                             |
| Año                | Lugar                    | Medalla            | Prueba                      |
| 2022               | Breslavia (Polonia)      | Medalla de oro     | Pistola 25 m                |
| 2024               | Győr (Hungría)           | Medalla de bronce  | Pistola 10 m mixto          |
| 2024               | Osijek (Croacia)         | Medalla de plata   | Pistola 25 m                |